# فيليبي غورينديث
فيليبي غورينديث (بالإسبانية: Felipe Guréndez)‏ هو لاعب كرة قدم إسباني في مركز الوسط، ولد في 18 نوفمبر 1975 في فيتوريا-غاستيز في إسبانيا. شارك مع منتخب إسبانيا تحت 21 سنة لكرة القدم ومنتخب إسبانيا تحت 23 سنة لكرة القدم. أما مع النوادي، فقد لعب مع أتلتيك بيلباو ب وأتلتيك بيلباو وأوساسونا ونومانسيا.

## وصلات خارجية
- فيليبي غورينديث على موقع قاعدة بيانات كرة القدم.إي يو (الإنجليزية)
- فيليبي غورينديث على موقع Soccerway.com (الإنجليزية)